# Abraham Sauter
Abraham Sauter, född 1692 i Stockholm, död 14 oktober 1731 i Stockholm, var en svensk guldsmed och kopparstickare.
Han var son till gulddragaren Johan (Hans) Joachim Sauter och Magdalena Lammers och från 1715 gift med Hedvig Svinhufvud af Qvalstad. Sauters far ansökte 1715 om att sonen skulle upptas som mästare i Stockholms guldsmedsämbete men ansökan avslogs på grund av att Abraham Sauter inte drev en egen verkstad utan arbetade i sin pappas verkstad och att låtit hyra ut sig som kopparstickare samt att han lärt sig guldsmedsyrket utan ämbetets kontroll. Han blev slutligen guldsmedsmästare 1727.